# Foumbot
Foumbot è un centro abitato del Camerun, situato nella Regione dell'Ovest.